# Chapelle Saint-Méen de Ploemel
La chapelle Saint-Méen est située au lieu-dit « Saint-Méen », sur la commune de Ploemel dans le Morbihan.

## Historique
La chapelle Saint-Méen fait l’objet d’une inscription au titre des monuments historiques depuis le 30 juin 1925.

## Architecture
La chapelle est construite en pierre de taille et est constituée de deux vaisseaux accolés. Chaque bâtiment est couvert par un toit à double versant ; les deux parties communiquent par une double arcade en plein cintre. Les chevets sont renforcés de piliers coiffés de pinacles.

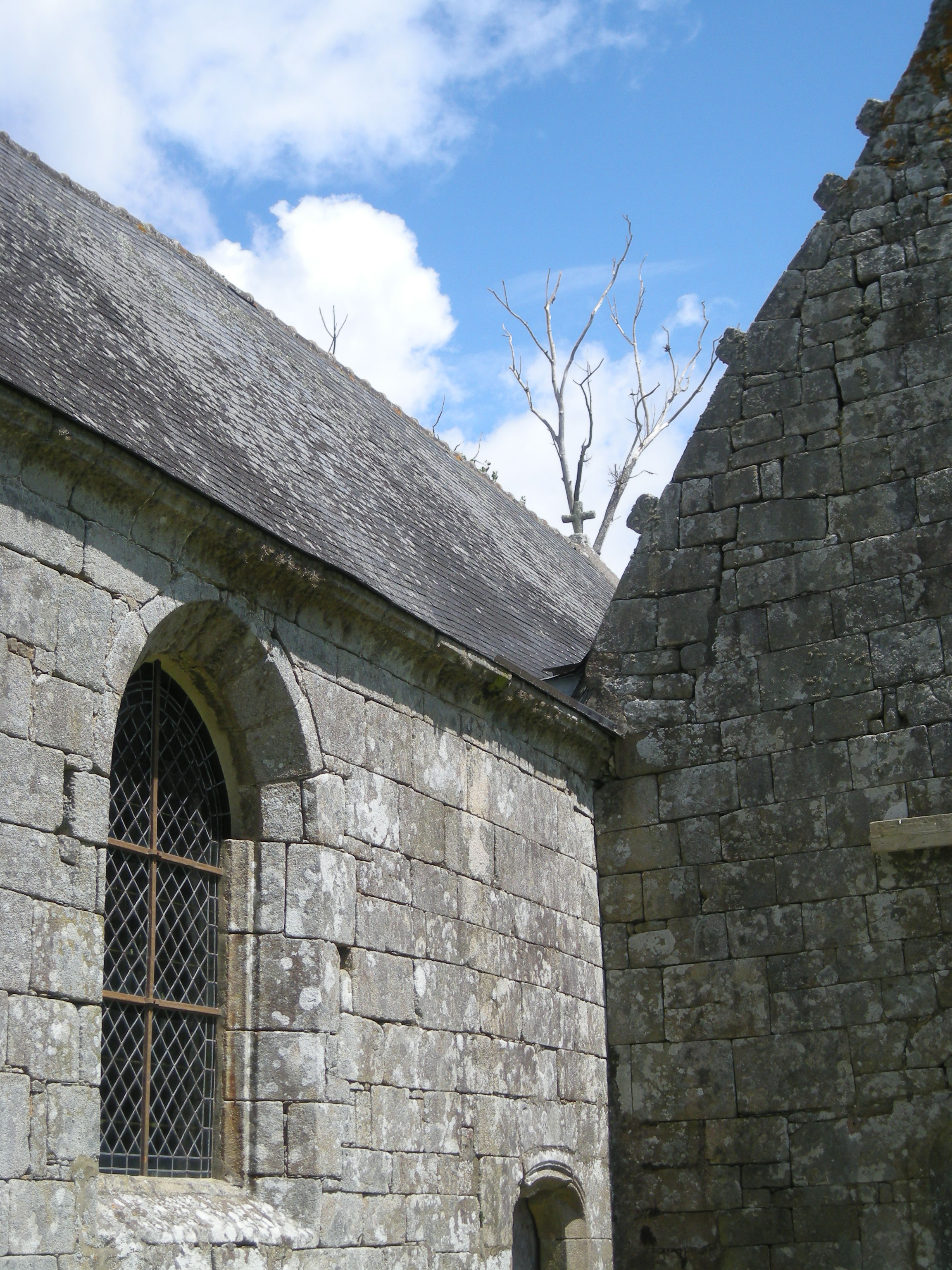
La chapelle sud est moins longue que la chapelle nord.
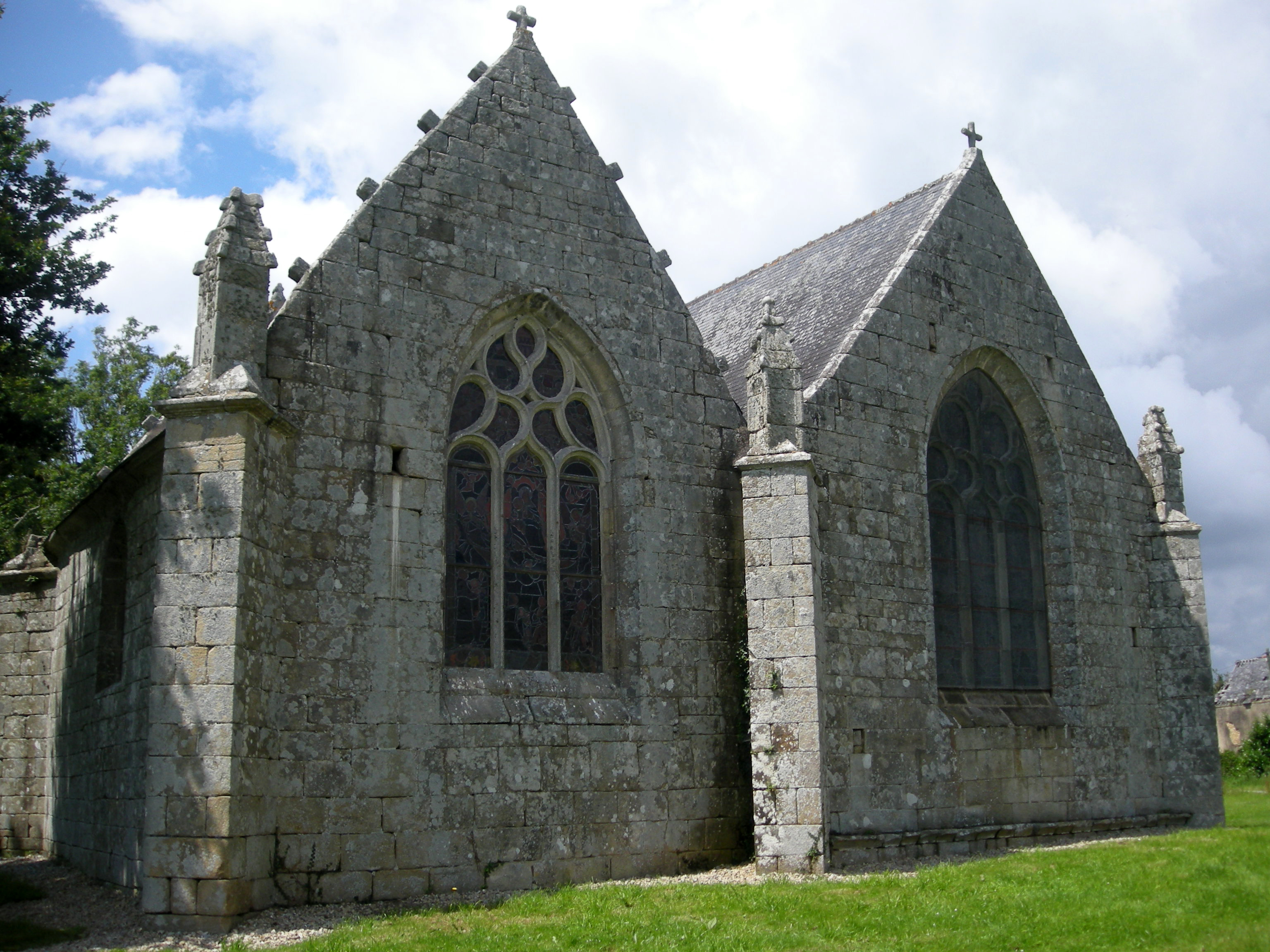
Les deux chevets sont alignés.
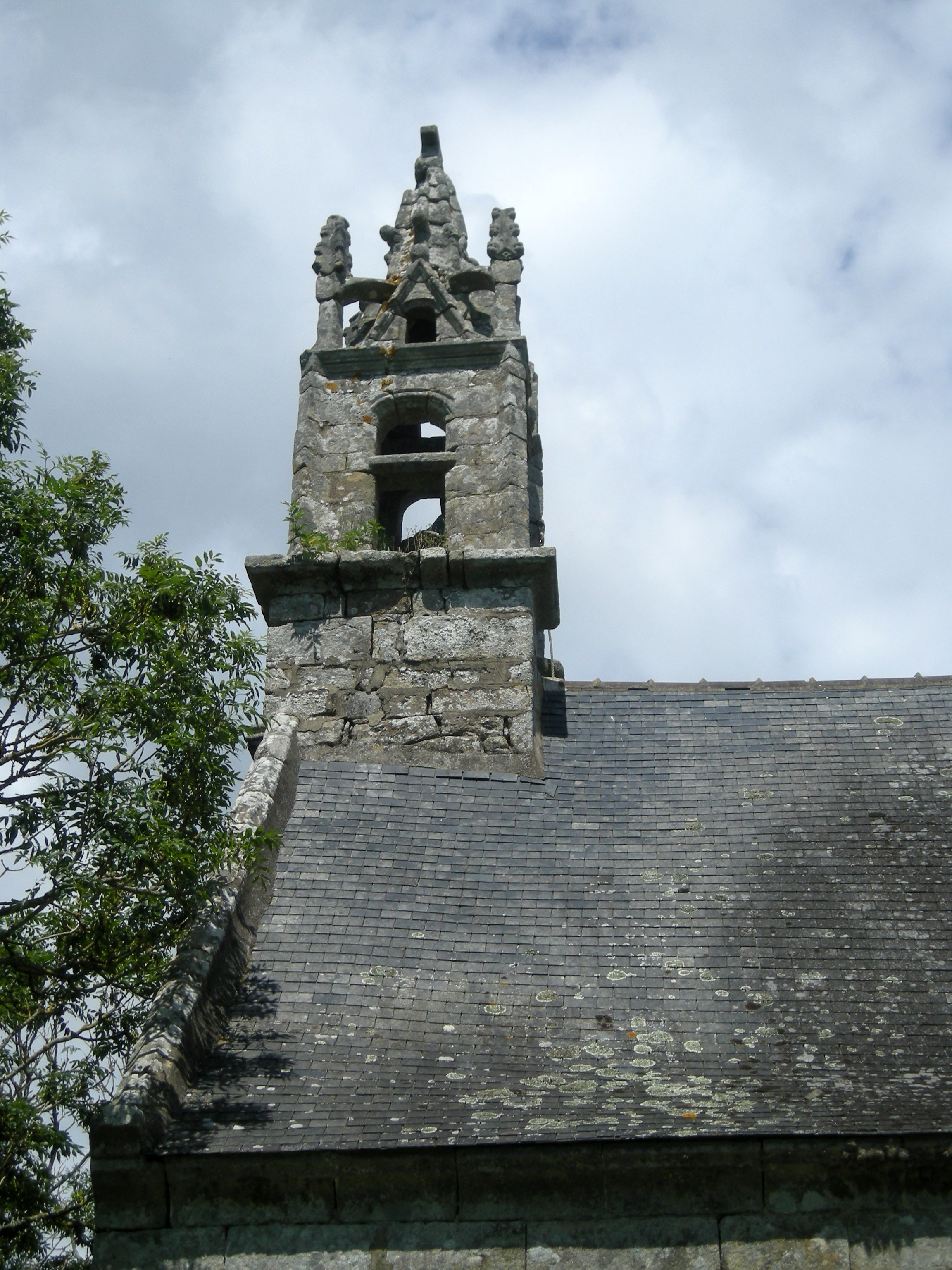
Le clocher.

## Mobilier
Onze objets et mobiliers ont été recensés :
- Une verrière datée de 1556 est fortement restaurée.
- Une seconde verrière est datée de 1902.
- Le maitre-autel édifié en granite est contemporain de la chapelle.
- Un second autel, plus petit est situé dans la chapelle sud.
- Cinq statues datant des XVIIIe et XIXe siècles, et particulièrement un ensemble homogène de deux statues de saint Fiacre et saint Hervé, sont remarquables.